# Homogyne alpina
La tossilaggine alpina (nome scientifico Homogyne alpina (L.) Cass., 1821) è una specie di pianta angiosperma dicotiledone della famiglia delle Asteraceae (sottofamiglia Asteroideae).

## Etimologia
Il nome del genere (Homogyne = simile a femmina) è stato attribuito dal botanico e naturalista francese Alexandre Henri Gabriel de Cassini (1781 – 1832) in una pubblicazione del 1816 e indica la grande somiglianza (soprattutto nello stilo), nei capolini di queste piante, tra i fiori femminili periferici e quelli ermafroditi centrali. L'epiteto specifico (alpina) fa riferimento agli areali tipici di questa specie.
Il binomio scientifico attualmente accettato (Homogyne alpina) è stato proposto prima dal biologo e scrittore svedese Carolus Linnaeus (Rashult, 23 maggio 1707 – Uppsala, 10 gennaio 1778) e quindi perfezionato dal botanico Cassini nella pubblicazione "Dictionnaire des Sciences Naturelles, dans lequel on traite méthodiquement des différens êtres de la nature, considérés soit en eux-mêmes, d'aprés l'état actuel de nos connoissances, soit relativement à l'utilité quén peuvent retirer la médecine, l'agriculture, le commerce et les arts. Strasbourg. Edition 2" (Dict. Sci. Nat., ed. 2. [F. Cuvier] 21: 412) del 1821.

## Descrizione

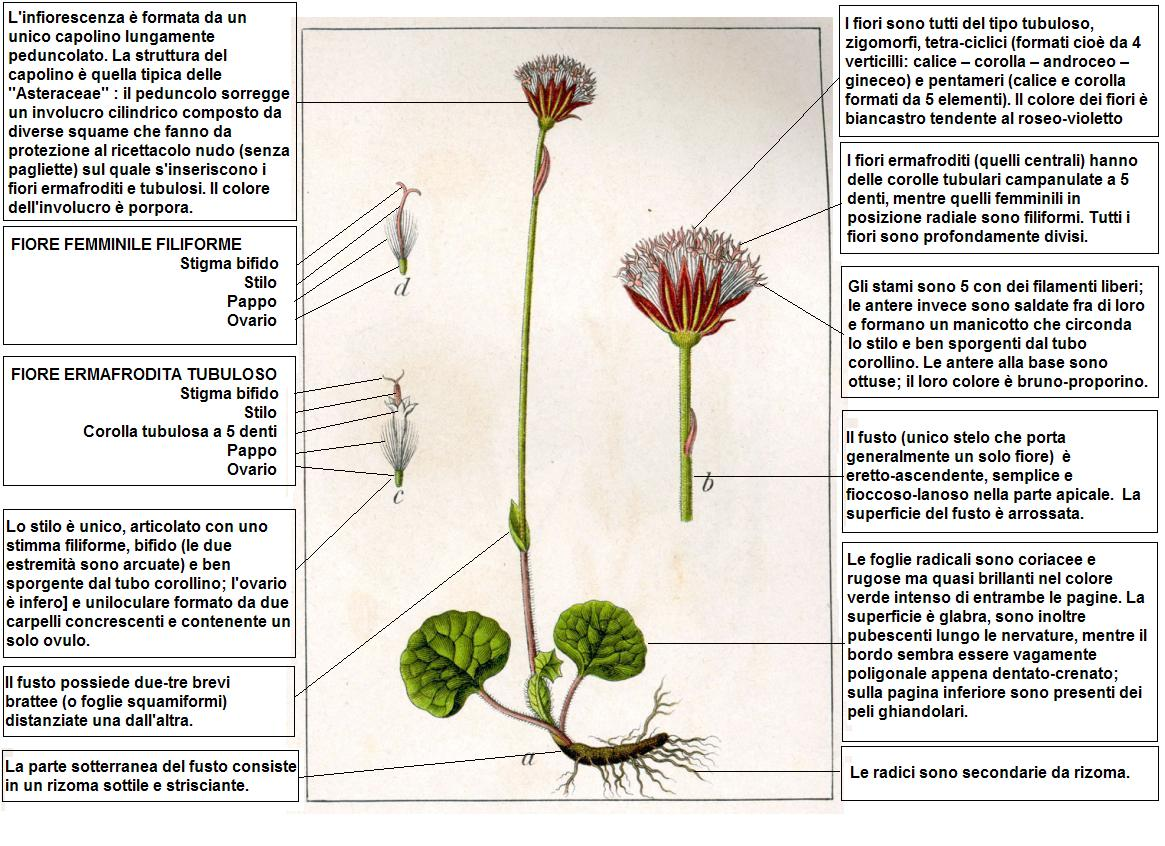
Descrizione delle parti della pianta

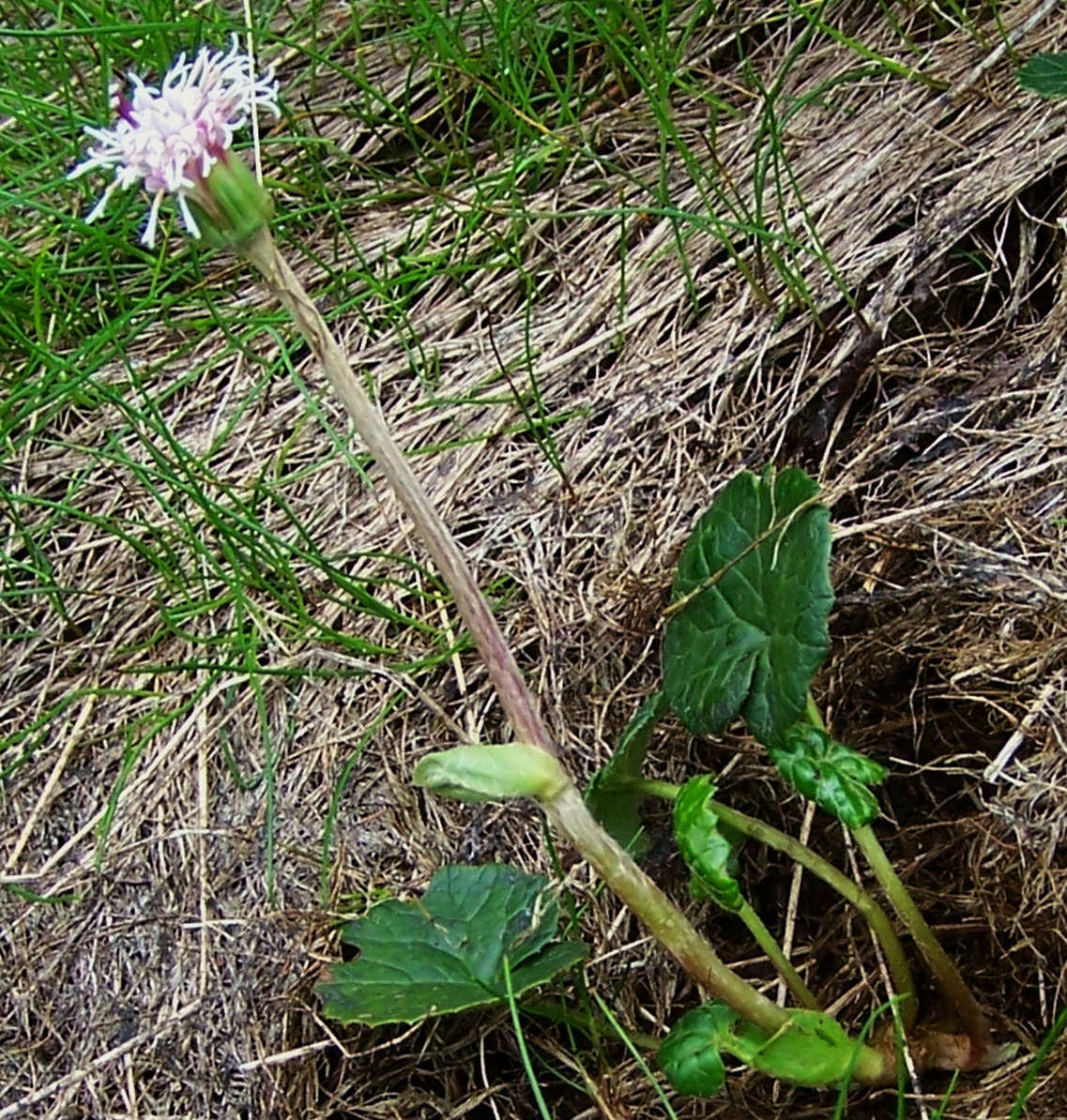
Il portamento

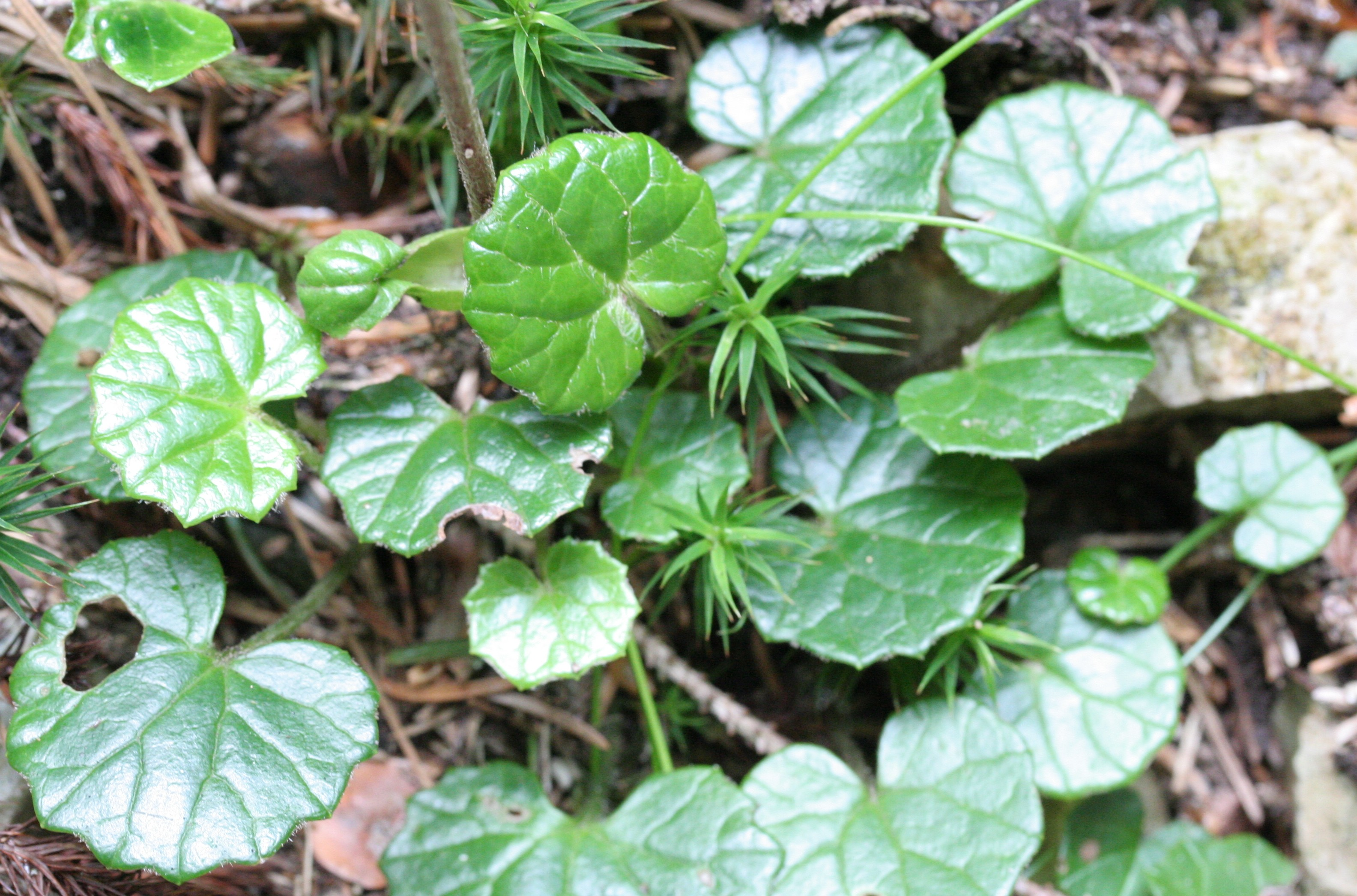
Le foglie

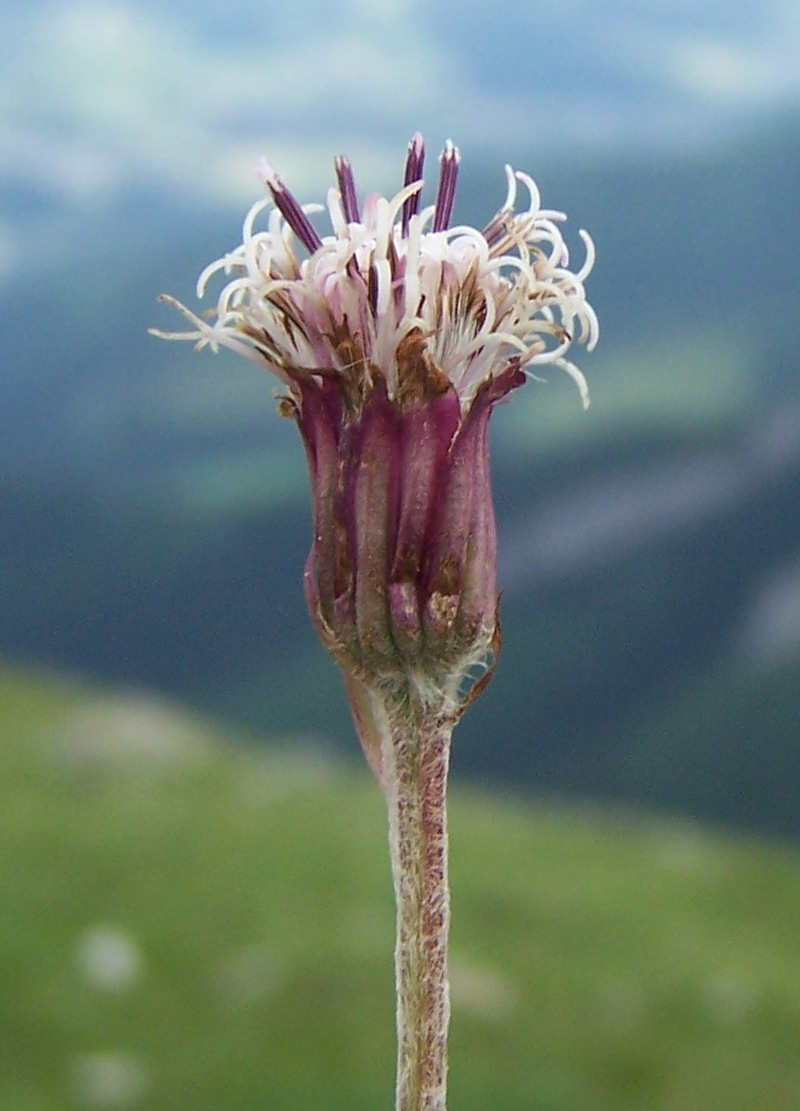
Infiorescenza

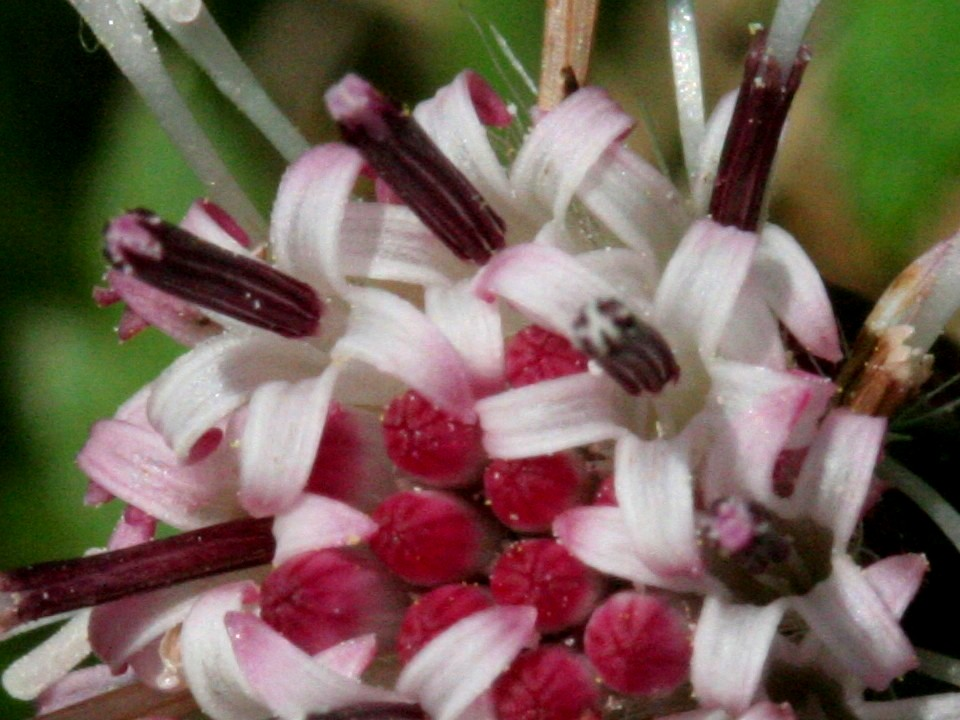
I fiori

Habitus.  Le specie di questo genere hanno un habitus di tipo erbaceo perenne con altezze minime (da 10 a 30 cm). La forma biologica del genere è emicriptofita rosulata (H ros); ossia sono piante perenni, con gemme svernanti al livello del suolo e protette dalla lettiera o dalla neve, con le foglie disposte a formare una rosetta basale.
Radici. Le radici sono secondarie da rizoma.
Fusto.
- Parte ipogea: la parte sotterranea consiste in un rizoma sottile e strisciante.
- Parte epigea: il fusto (un unico stelo che porta generalmente un solo fiore)  è eretto-ascendente, semplice e fioccoso-lanoso nella parte apicale.  La superficie del fusto nella parte basale è arrossata.

Foglie. Le foglie sono di due tipi: basali e caulinari a disposizione alterna. Lo sviluppo delle foglie è contemporaneo alla fioritura.
- Foglie basali: le foglie radicali sono coriacee e rugose ma quasi brillanti nel colore verde intenso di entrambe le pagine. La superficie è glabra, sono inoltre pubescenti lungo le nervature, mentre il bordo sembra essere vagamente poligonale appena dentato-crenato (11 - 19 dentelli ottusi); sulla pagina inferiore sono presenti dei peli ghiandolari. La forma della lamina in genere è largamente cordata o reniforme con una notevole insenatura al centro della base, ossia all'inserimento del picciolo. Queste foglie sono raccolte in rosette basali alla base dello scapo fiorale e appaiono insieme alla fioritura (contrariamente alle specie di altri generi vicini come Tussilago e Petasites le cui foglie si fanno vedere a fioritura finita). Lunghezza del picciolo 2 – 3 cm. Diametro della lamina 15 – 22 mm.
- Foglie cauline: il fusto possiede due-tre brevi brattee (o foglie squamiformi) distanziate una dall'altra. Dimensione delle brattee fogliari : larghezza 2 mm; lunghezza 4 mm.

Infiorescenza. L'infiorescenza è formata da un unico capolino (raramente due) lungamente peduncolato. La struttura del capolino è quella tipica delle Asteraceae: un peduncolo sorregge un involucro cilindrico composto da diverse brattee lineari, ma non uguali fra di loro e disposte su un unico rango, eventualmente rinforzate da altre minori, che fanno da protezione al ricettacolo nudo (senza pagliette) sul quale s'inseriscono due tipi di fiori: i fiori femminili, quelli esterni ligulati (assenti in questa specie; in realtà alla periferia sono presenti dei fiori femminili, ma sono sempre del tipo tubuloso ma più filiformi), e i fiori ermafroditi quelli centrali tubulosi. Il colore dell'capolino è porpora. Dimensione dell'capolino: larghezza 5 – 7 mm; lunghezza 8 – 12 mm. Larghezza del capolino : 8 – 15 mm.
Fiori.  I fiori sono tetra-ciclici (formati cioè da 4 verticilli: calice – corolla – androceo – gineceo) e pentameri (calice e corolla formati da 5 elementi). Sono inoltre ermafroditi, più precisamente i fiori del raggio (quelli ligulati e zigomorfi) sono femminili; in realtà, nelle specie di questo genere alla periferia sono presenti dei fiori femminili, ma sono sempre del tipo tubuloso ma più filiformi; mentre quelli del disco centrale (tubulosi e actinomorfi) sono bisessuali ("perfetti").
- Formula fiorale:

*/x K {\displaystyle \infty }, [C (5), A (5)], G 2 (infero), achenio
- Calice: i sepali del calice sono ridotti ad una coroncina di squame.
- Corolla: nella parte inferiore i petali della corolla sono saldati insieme e formano un tubo. In particolare le corolle dei fiori del disco centrale (tubulosi) terminano con delle fauci dilatate a raggiera con cinque brevi lobi più o meno patenti. Tutti i fiori sono profondamente divisi. Il colore delle corolle è bianco o rosa o bruno-porporino.
- Androceo: gli stami sono 5 con dei filamenti liberi. La parte basale del collare dei filamenti può essere dilatata. Le antere invece sono saldate fra di loro e formano un manicotto che circonda lo stilo. Le antere sono senza coda ("ecaudate") e alla base sono ottuse. La struttura delle antere è di tipo tetrasporangiato, raramente sono bisporangiate. Il tessuto endoteciale è radiale o polarizzato. Il polline è tricolporato (tipo "helianthoid").[13]
- Gineceo: lo stilo è biforcato con due stigmi nella parte apicale (le due estremità sono arcuate) e ben sporgente dal tubo corollino. La forma degli stigmi varia da subtroncata a ottusa; possono essere penicillate. L'apice degli stimmi possono essere arrossati. Le superfici stigmatiche sono continue.  L'ovario è infero uniloculare formato da 2 carpelli. Sporgenza dello stilo dall'apice della corolla: 1 mm. Lunghezza degli stimmi filiformi: 0,6 – 1 mm.
- Antesi: da maggio a luglio.

Frutti. I frutti sono degli acheni con pappo. La forma degli acheni è sub-cilindrica; la superficie è percorsa da 5 - 10 coste longitudinali e può essere glabra o talvolta pubescente. Non sempre il carpoforo è distinguibile. Il pappo è formato da numerose setole snelle, biancastre (peli semplici); possono essere sia persistenti che caduche; possono inoltre essere connate alla base. Dimensione dell'achenio: 4 – 5 mm.

## Biologia
Impollinazione: l'impollinazione avviene tramite insetti (impollinazione entomogama tramite farfalle diurne e notturne).

Riproduzione: la fecondazione avviene fondamentalmente tramite l'impollinazione dei fiori (vedi sopra).

Dispersione: i semi (gli acheni) cadendo a terra sono successivamente dispersi soprattutto da insetti tipo formiche (disseminazione mirmecoria). In questo tipo di piante avviene anche un altro tipo di dispersione: zoocoria. Infatti gli uncini delle brattee dell'involucro (se presenti) si agganciano ai peli degli animali di passaggio disperdendo così anche su lunghe distanze i semi della pianta. Inoltre per merito del pappo il vento può trasportare i semi anche a distanza di alcuni chilometri (disseminazione anemocora).

## Distribuzione e habitat

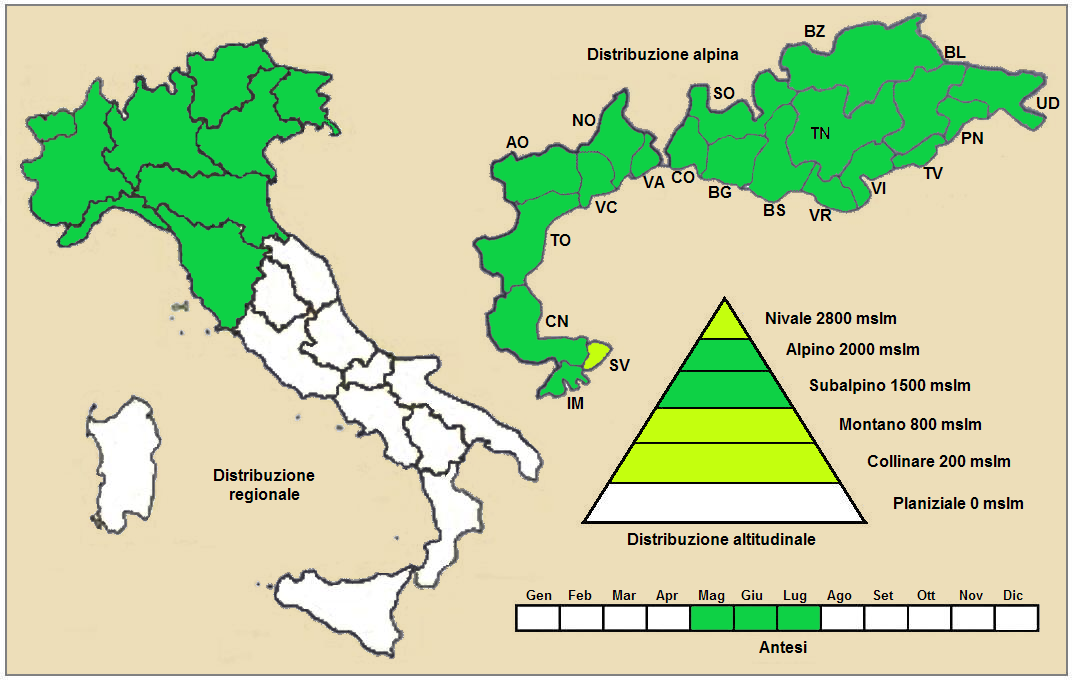
Distribuzione della pianta (Distribuzione regionale – Distribuzione alpina)

Geoelemento: il tipo corologico (area di origine) è  Orofita – Centro Europeo.
Distribuzione: in Italia questa specie è presente sulle Alpi e sugli Appennini settentrionali. Sui rilievi europei si trova nelle seguenti aree: Foresta Nera, Pirenei, Massiccio Centrale, Massiccio del Giura, Carpazi e Monti Balcani.
Habitat: l'habitat tipico per queste piante sono i boschi, i cespuglieti subalpini, le brughiere a rododendri e i nardeti (associazione con piante della specie Nardus stricta); ma anche le praterie rase alpine e subalpine, le pinete e gineprai. Il substrato preferito è sia calcareo che siliceo con pH neutro, bassi valori nutrizionali del terreno con umidità media.
Distribuzione altitudinale: sui rilievi queste piante si possono trovare da 800 fino a 2.200 m s.l.m. (minimo 250 m s.l.m. nei Friuli - massimo 3.250 m s.l.m. a Gressoney); frequentano quindi normalmente i seguenti piani vegetazionali : subalpino  e alpino.

## Fitosociologia

### Areale alpino
Dal punto di vista fitosociologico alpino la specie di questa scheda appartiene alla seguente comunità vegetale:
Formazione: delle comunità forestali
Classe: Vaccinio-Piceetea excelsae
Ordine: Piceetalia excelsae

### Areale italiano
Per l'areale completo italiano Homogyne alpina appartiene alla seguente comunità vegetale:
Macrotipologia: vegetazione delle praterie.
Classe: Molinio-Arrhenatheretea Tüxen, 1937
Ordine: Trifolio repentis-phleetalia pratensis Passarge, 1969
Alleanza: Poion alpinae Games ex Oberdorfer, 1950
Descrizione: l'alleanza Poion alpinae è relativa alle comunità di pascoli rasi pingui. La regolare presenza di bovini predispone la fertilità dei suoli e la relativa ricchezza di nutrienti. I piani alpini interessati sono da quello altomontano (al contatto con le vallette nivali) a quello subalpino in ambienti freschi, pianeggianti o poco acclivi. Questa alleanza è ovunque distribuita sulle Alpi.
Specie presenti nell'associazione: Poa alpina, Deschampsia cespitosa, Phleum alpinum subsp. rhaeticum, Ranunculus acris, Potentilla erecta, Carduus carlinaefolius, Trifolium repens, Trifolium pratense subsp. nivale, Trifolium badium, Lotus corniculatus, Achillea millefolium, Luzula multiflora, Primula elatior, Crepis aurea, Agrostis tenuis, Festuca nigrescens, Alchemilla vulgaris, Leontodon hispidus, Leontodon helveticus, Carum carvi, Veratrum album subsp. lobelianum, Phyteuma orbiculare, Pimpinella major subsp. rubra, Horminum pyrenaicum, Anthyllis alpestris, Crepis aurea, Ligusticum mutellina, Phleum alpinum subsp. rhaeticum, Poa alpina, Poa supina, Cerastium cerastioides, Sagina saginoides, Trifolium badium, Trifolium thalii, Euphrasia minima, Homogyne alpina, Ranunculus montanus, Veronica serpyllifolia, Plantago alpina
Altre alleanze per questa specie sono:
- Piceion excelsae
- Erico-Pinion mugo

## Tassonomia
La famiglia di appartenenza di questa voce (Asteraceae o Compositae, nomen conservandum) probabilmente originaria del Sud America, è la più numerosa del mondo vegetale, comprende oltre 23.000 specie distribuite su 1.535 generi, oppure 22.750 specie e 1.530 generi secondo altre fonti (una delle checklist più aggiornata elenca fino a 1.679 generi). La famiglia attualmente (2021) è divisa in 16 sottofamiglie; la sottofamiglia Asteroideae è una di queste e rappresenta l'evoluzione più recente di tutta la famiglia.

### Filogenesi
Il genere di questa voce appartiene alla sottotribù Tussilagininae della tribù Senecioneae (una delle 21 tribù della sottofamiglia Asteroideae). La sottotribù descritta in tempi moderni da Bremer (1994), dopo le analisi di tipo filogenetico sul DNA del plastidio (Pelser et al., 2007) è risultata parafiletica con le sottotribù Othonninae e Brachyglottidinae annidiate al suo interno. Attualmente con questa nuova circoscrizione la sottotribù Tussilagininae s.s. risulta suddivisa in quattro subcladi.
Le “Tossilaggine”, tradizionalmente, fanno parte della sottofamiglia delle "Tubiflore" (o attualmente Asteroideae); sottofamiglia caratterizzata dall'avere capolini con fiori tubulosi al centro ed eventualmente fiori ligulati alla periferia, brattee dell'involucro ben sviluppate e frutti con pappo biancastro e morbido. Il genere di questa voce appartiene a un subclade abbastanza ben supportato comprendente i generi Endocellion, Homogyne, Petasites e Tussilago. Questi generi prediligono climi temperato/boreali in areali prevalentemente settentrionali e con una distribuzione eurasiatica con un unico rappresentante nel Nord America, vale a dire il polimorfo Petasites frigidus.
La specie  H. alpina è individuata dai seguenti caratteri:
- la faccia inferiore delle foglie è colorata di verde chiaro e ricoperta da peli ghiandolari;
- il contorno delle foglie è continuo con i bordi dentellati (11 - 19 dentelli ottusi).

Il numero cromosomico della specie è 2n = 120.

### Variabilità
Per questa specie sono riconosciute 2 entità intraspecifiche:
- Homogyne alpina subsp. alpina (è la stirpe principale descritta in questa voce).
- Homogyne alpina subsp. cantabrica (Losa & P.Monts.) Rivas Mart., T.E.Díaz, Fern.Prieto, Loidi & Penas, 2002 - Distribuzione: Spagna.

### Sinonimi
Sono elencati alcuni sinonimi per questa entità:
- Homogyne montana C.F.Frölich, 1855
- Tussilago alpina  L., 1753

### Specie simili
Le specie del genere Homogyne sono piante uniche, e normalmente poco confondibili con altre specie che vivono gli stessi habitat. Una certa somiglianza potrebbe essere riscontrabile con le specie del genere Petasites; i capolini in effetti sono molto simili ma con una grande differenza: l'infiorescenza dei Petasites è dotata di molti capolini, mentre l'infiorescenza della pianta di questa scheda generalmente ha un solo capolino. 

Più facile è invece la confusione con altre specie dello stesso genere:
- Homogyne alpina (L.) Cass. - Tossilaggine alpina: si differenzia per le foglie basali a contorno intero e con bordi dentellati; inoltre la parte inferiore delle foglie è colorata di verde chiaro con peli ghiandolari.
- Homogyne discolor (Jacq.) Cass. - Tossilaggine bianca: si differenzia in quanto sia il fusto (almeno nella parte alta) che la pagina inferiore delle foglie è bianco-tomentoso; il contorno delle foglie è più o meno intero.
- Homogyne sylvestris (Scop.) Cass. - Tossilaggine illirica: si differenzia per le dimensioni maggiori e per l'insenatura della parte basale-centro delle foglie (profonda fino a ¼ della lamina).

## Galleria d'immagini

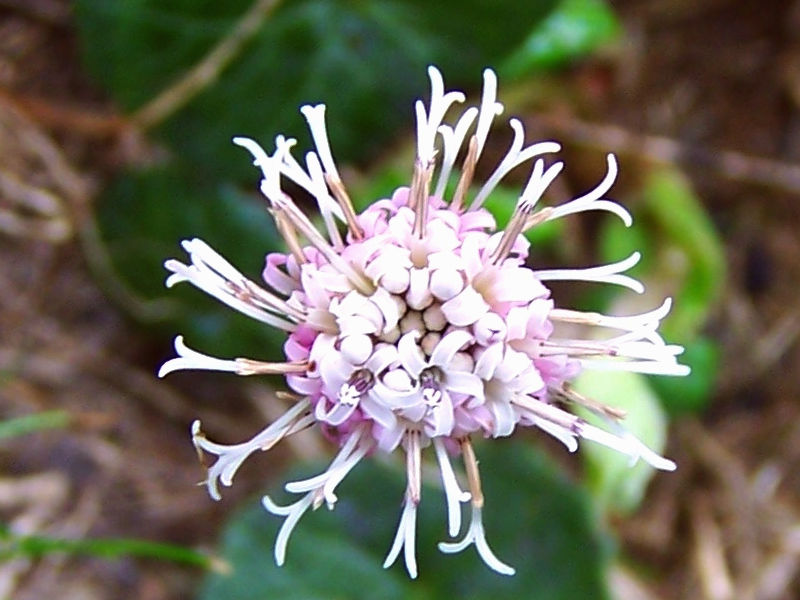
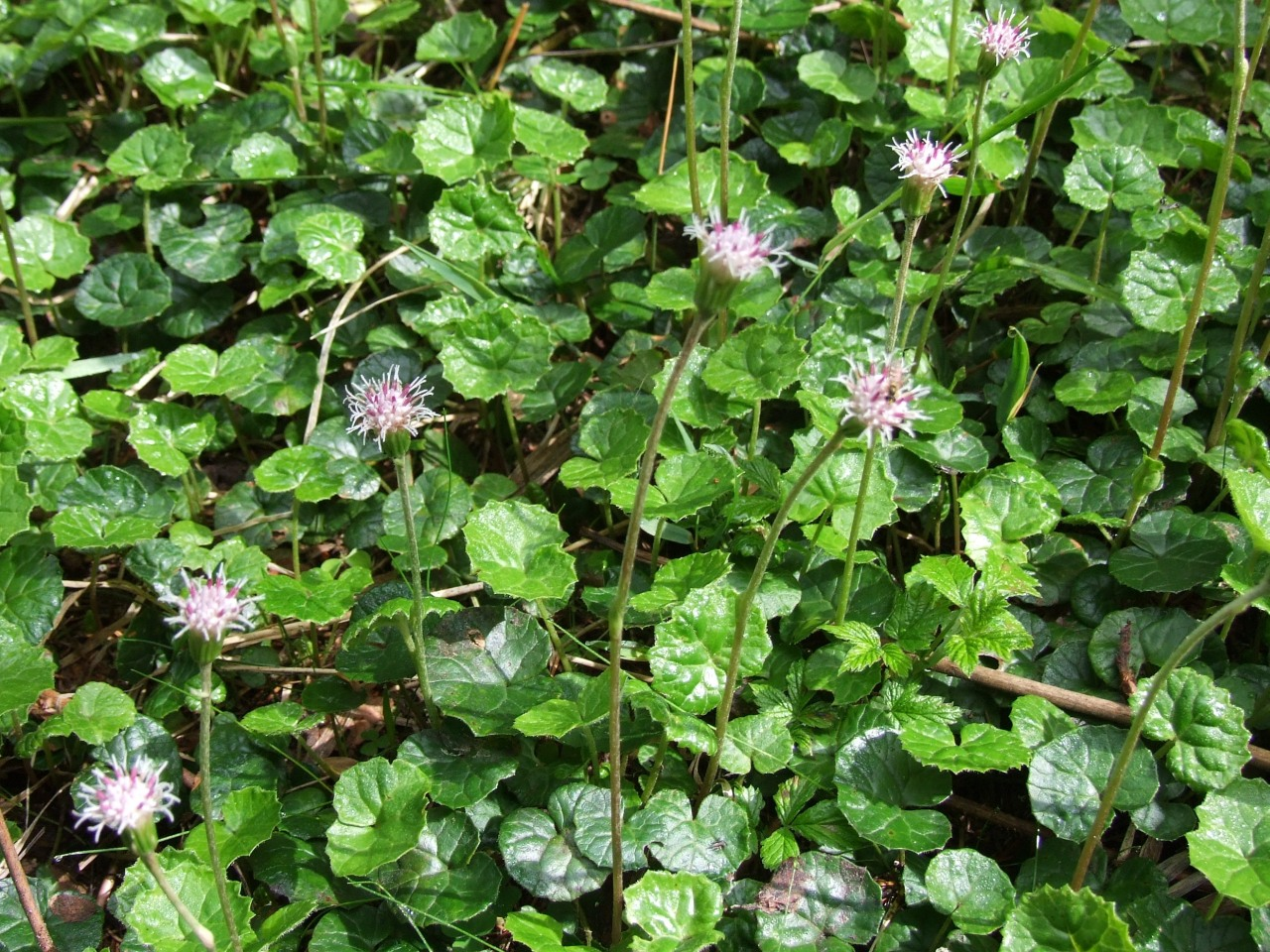
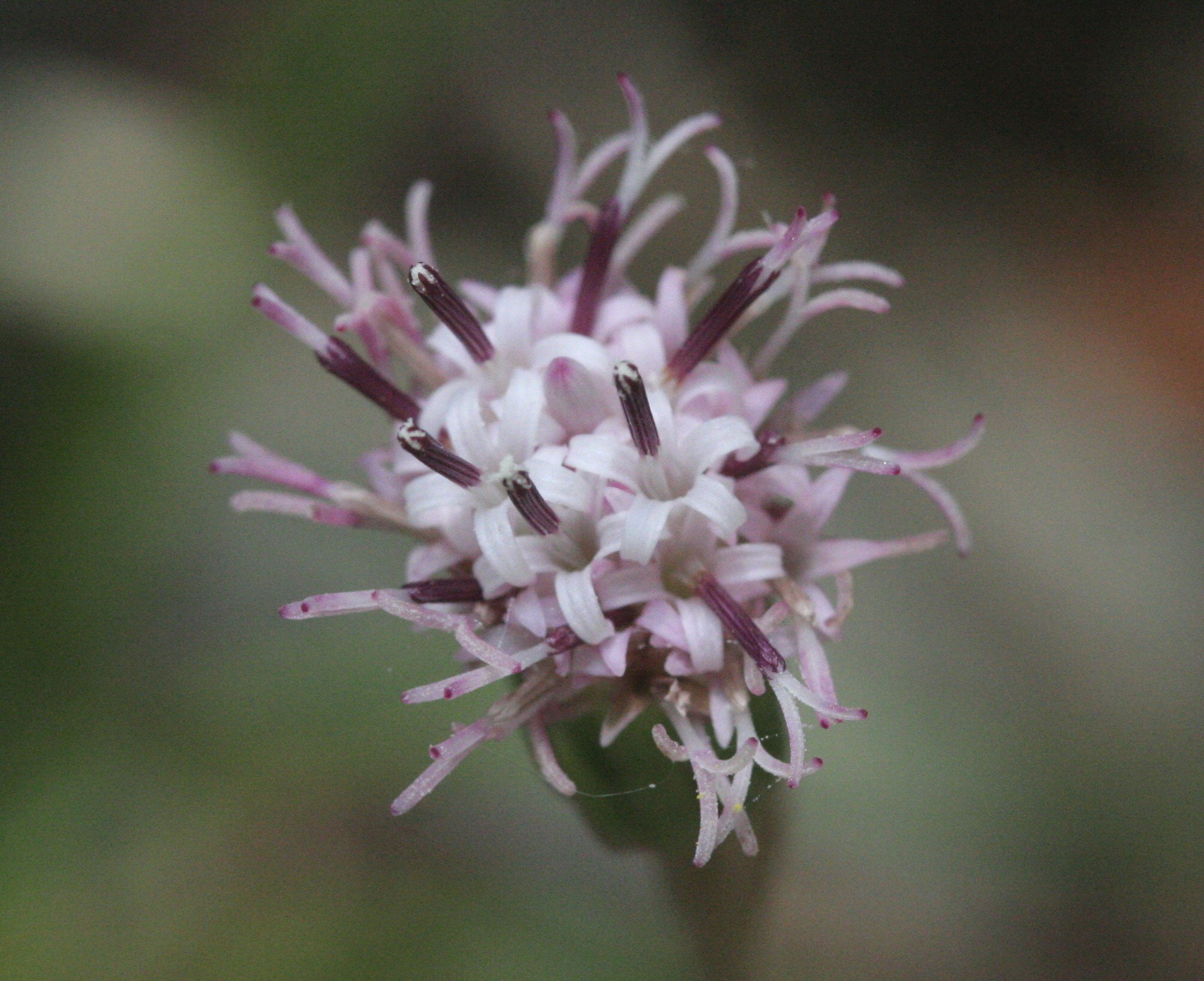
Località : Cima Sappada, Sappada (BL), 1290 m s.l.m. - 19/06/2009
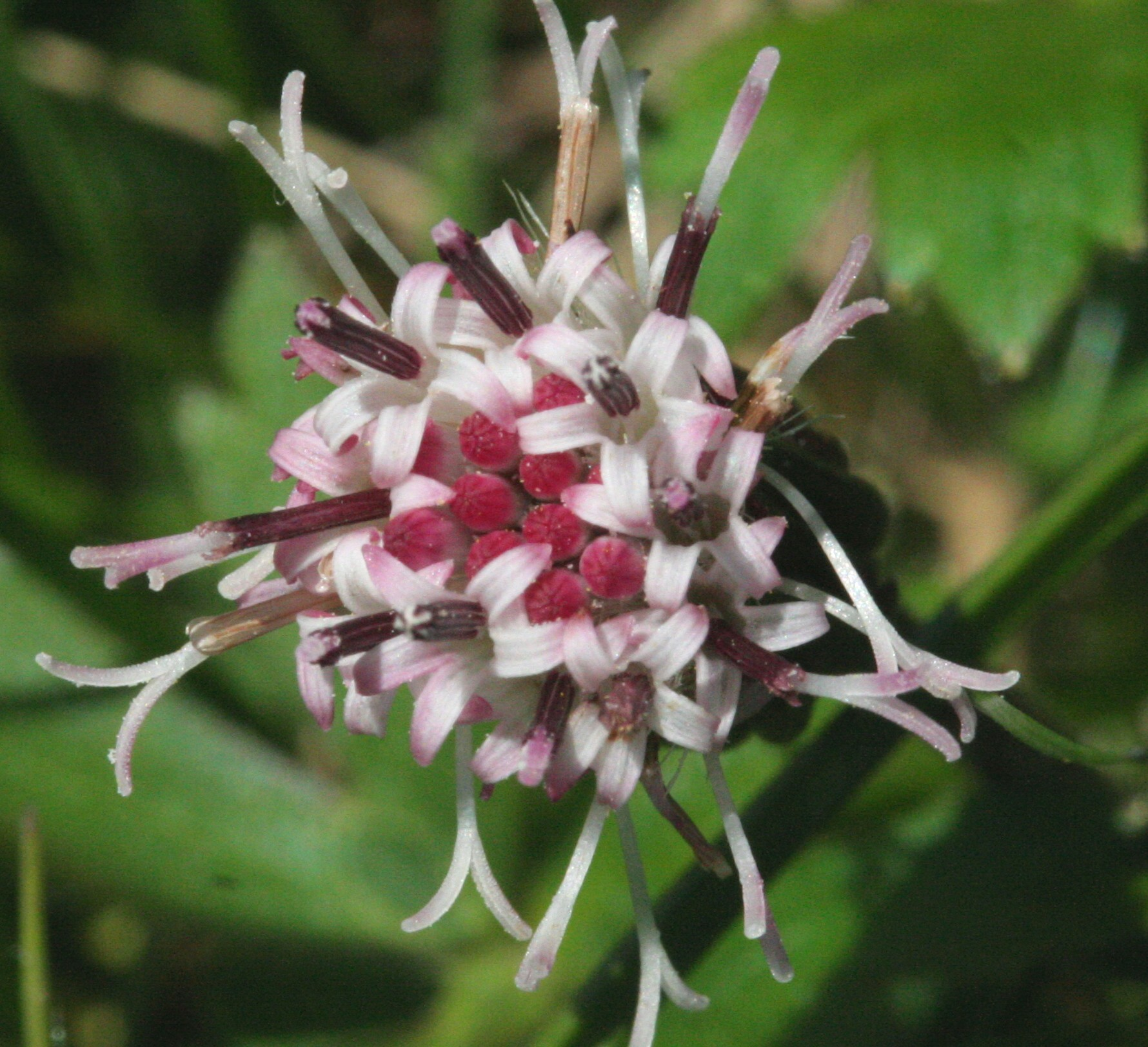
Località : Cima Sappada, Sappada (BL), 1290 m s.l.m. - 19/06/2009